# Music from the OC: Mix 5
Music from the OC: Mix 5 è una raccolta di canzoni tratte dalla colonna sonora della seconda e della terza stagione della serie televisiva The O.C.. In Italia è ancora inedita.

## Tracce
1. The Subways - Rock & Roll Queen
2. Kasabian - Reason Is Treason
3. Shout Out Louds - Wish I Was Dead Pt.2
4. LCD Soundsystem - Daft Punk Is Playing at My House
5. Rogue Wave - Publish My Love
6. Youth Group - Forever Young
7. Of Montreal - Requiem for O.M.M
8. Gorillaz - Kids with Guns
9. Kaiser Chiefs - Na Na Na Na Naah
10. Stars - Your Ex-Lover Is Dead
11. Phantom Planet - California 2005
12. Imogen Heap - Hide and Seek